# Діти Ванюшина (фільм, 1973)
«Діти Ванюшина» (рос. «Дети Ванюшина») — радянський художній фільм за однойменною п'єсою  С. О. Найдьонова, поставлений у 1973 році режисером  Євгеном Ташковим.

## Сюжет
Зовні в родині Ванюшина все благопристойно, життя тече, як у всіх купецьких будинках. Але глибока, нездоланна прірва відділяє батьків від дітей, така ж прірва лежить між самими дітьми. Відверта розмова з молодшим сином Олексієм змушує Ванюшина подивитися правді в очі…

## У ролях
| Актор                   | Роль                                    |
| ----------------------- | --------------------------------------- |
| Борис Андрєєв           | Олександр Єгорович Ванюшин              |
| Ніна Зорська            | Аріна Іванівна Ванюшина                 |
| Олександр Кайдановський | Костя                                   |
| Людмила Гурченко        | Клавдія Щоткіна                         |
| Олег Голубицький        | Чоловік Клавдії Павло Сергійович Щоткін |
| Неллі Вітепаш           | Інна Кукарнікова                        |
| Віктор Павлов           | Степан Федорович Красавін               |
| Валентина Шарикіна      | Людмила Красавіна                       |
| Валентина Сєрова        | Генеральша Кукарнікова                  |
| Тамара Совчі            | Акуліна                                 |
| Олена Соловей           | Племінниця Ванюшина Лєночка             |
| Олександр Воєводін      | Олексій Ванюшин                         |
| Клавдія Хабарова        | Економка Ванюшина Авдотья               |
| Люда Белугіна           | Катя                                    |
| Оля Бобкова             | Аня                                     |
| Андрій Ташков           | Епізод                                  |

## Знімальна група
- Автор сценарію та режисер-постановник: Євген Ташков
- Оператор-постановник:  Валентин Железняков
- Художники-постановники:  Михайло Карташов,  Леонід Платов
- Композитор:  Андрій Ешпай